# Metzgeria quadrifaria
Metzgeria quadrifaria là một loài Rêu trong họ Metzgeriaceae. Loài này được Stephani mô tả khoa học đầu tiên..